# Lloret de Mar
Lloret de Mar je katalonski turistički grad na mediteranskoj obali. Nalazi se u provinciji Girona. 
U blizini se nalaze gradovi Blanes i Tossa de Mar, a nedaleko se nalazi i Barcelona. 
Ima 29.445 stanovnika (2005.). Tijekom ljetne turističke sezone, broj ljudi često dostiže 200.000. U blizini grada se nalazi park Water World.
Na rubu grada se nalazi srednjovjekovna tvrđava.

## Povijest
Prvi pisani dokumenti o Lloretu datiraju iz 966. godine. Tada se ovaj grad spominje pod nazivom Loredo, od latinske riječi Lauretum što znači lovor. Na području grada pored brojnih areheoloških nalazišta postoje i ostaci Rimske civilizacije.

## Vanjske poveznice
- Stranice grada
- Turistička webstranica
- Lloret de Mar Tourist Board
- Statističke informacije - Institut d'Estadística de Catalunya